# Рибарица (Софийская область)
Рибарица (болг. Рибарица) — село в Болгарии. Находится в Софийской области, входит в общину Етрополе. Население составляет 212 человек (2022).

## Политическая ситуация
Рибарица подчиняется непосредственно общине и не имеет своего кмета.
Кмет (мэр) общины Етрополе — Богомил Борисов Георгиев (Граждане за европейское развитие Болгарии (ГЕРБ)) по результатам выборов в правление общины.